# CIDA City Campus
CIDA City Campus (Community and Individual Development Association City Campus) ist eine im Jahr 1999 gegründete private, staatlich anerkannte und nicht-kommerzielle Hochschuleinrichtung mit Sitz im südafrikanischen Johannesburg, die auf die Vermittlung von höheren Bildungsabschlüssen an afrikanische Studenten aus ärmeren Verhältnissen abzielt. Die Einrichtung bezeichnet sich selbst als „South Africa’s first free university“ (Südafrikas erste freie Universität).

## Ziele und Visionen
Die gezielte Förderung von ärmeren afrikanischen Studenten beruht auf der Vision, die Abwärtsspirale von Armut und Aids in Afrika zu durchbrechen und ihr eine Kultur des Lernens und Selbstvertrauens gegenüberzustellen. Zur Erreichung dieses Ziels sollen qualifizierte Fachkräfte ausgebildet werden, die die Zukunft Afrikas aus eigener Kraft gestalten sollen. Begabte junge Afrikaner sollen nicht länger durch ihren ungünstigen ökonomischen Hintergrund davon abgehalten werden, sich zu den zukünftigen Führungspersönlichkeiten ihres Volkes („future leaders of their nation“) zu entwickeln.
Langfristig soll in jedem Land des subsaharischen Afrika ein CIDA City Campus errichtet werden.

## Studium und Abschluss
Der CIDA City Campus ist in einem Gebäude der Investec Bank in der Innenstadt von Johannesburg angesiedelt. Alle Studenten haben Zugang zu Internet und E-Mail; für die Lehre steht das mit über 1.000 Geräten ausgestattete – und damit nach eigenen Angaben größte – Computerlabor Südafrikas zur Verfügung. Die fachlichen Schwerpunkte des Studiums liegen auf den Bereichen Betriebswirtschaftslehre und Informationstechnik.
Studenten erhalten die Möglichkeit, in einem vierjährigen Studium den Bachelor of Business Administration (BBA) zu erwerben. Der BBA-Grad des CIDA City Campus wurde durch den Council of High Education (CHE) der südafrikanischen Regierung und eine Reihe anderer Institutionen offiziell anerkannt.
Bei einer Zahl von jährlich rund 20.000 Bewerbern waren 2007 rund 1.300 Studenten am CIDA City Campus eingeschrieben. Die Mehrzahl dieser Studenten stammt aus den ländlichen Gebieten Südafrikas.
Die Studenten sind dazu verpflichtet, den Hochschulbetrieb durch eigenhändige Arbeit – etwa im selbstorganisierten Verpflegungsbereich – zu unterstützen. In ihren Semesterferien gehen sie in ihre Heimatdörfer und unterrichten dort, um auf diese Weise einen Multiplikatoreffekt zu erzielen. Nach Beendigung des Studiums kommt jeder Absolvent für die Studiengebühren eines neuimmatrikulierten Studenten auf.

### CIDA
- Webpräsenz der Hochschule. auf www.cida.co.za (englisch), Linkziel nicht erreichbar (21. August 2016)
- Webpräsenz der CIDA-Stiftung. auf www.cidafoundation.org (englisch)

### Über CIDA City Campus
- Sean Coughlan: University for South Africa’s poor (Bericht auf BBC News mit Hintergrundinformationen zur Gründung der Einrichtung durch Taddy Blecher)
- CIDA City Campus (Kurzfilm der Kellogg Foundation, online abrufbar über YouTube)
- A look at the CIDA City Campus (Kurzfilm der Skoll Foundation, online abrufbar über YouTube)